# Francesc Colom
Mossèn Francesc Colom (?, ? - 10 d'octubre de 1472, ?) fou canonge de Barcelona i el vint-i-novè President de la Generalitat de Catalunya entre els anys 1464 i 1467, nomenat el 22 de juliol de 1464.
Francesc Colom participà en 1462 en el procés contra els líders buscaires que acabà amb l'execució de Pere Destorrent, Francesc Pallarès, Bernat Turró, Martí Solzina i Joan de Mitjavila el 19 de maig de 1462, un dels detonants que faran esclatar la guerra civil catalana.
El maig de 1463, l'ardiaca Colom, mossèn Pere Torroella i mossèn Francesc del Bosch síndic de Lleida, surten elegits per tractar amb el Consell de Cent la captura de la galeassa e naus d'en Torà on hi havia la galea del General. El desenvolupament de la guerra civil catalana va marcar la seva activitat al front de Diputació. Junt amb Colom va ser elegit, com a diputat militar, el comte Hug Roger III de Pallars Sobirà qui acabarà empresonat i perdent els seus territoris pel seu enfrontament contra Joan II en nom de la Generalitat de Catalunya.
Durant la seva etapa com a ardiaca del Vallès i diputat a la Generalitat, Joan II havia proposat a Roma que fos bisbe de Barcelona l'aragonès Joan Ximenes Cerdà, però el conflicte amb Pere IV frena l'elecció i es deturà el procés.
A la ciutat de Sabadell es construí una nova església gòtica. L'antiga Sant Fèlix de Sabadell va ser enderrocada i construïda de nou amb arquitectura d'estil gòtic. Precisament, s'atribueix a en Francesc Colom un escut conservat de la façana gòtica de Sant Fèlix de Sabadell, conservat al Museu d'Història de Sabadell. A l'escut s'hi veu un ocell (un Colom) dins el camp amb una bordura de peces.
Se sap que en el primer dia de desembre de 1466, Francesc Colom, canonge barceloní comprà en subhasta pública a Barcelona el llibre traductia Thesaurorum Sirilly Alaxandrini Georgii Trapernua, que havia estat propietat del rei Alfons el Magnànim.
Simpatitzà amb Pere el Conestable, i un cop mort aquest, acompanyà la comitiva amb les seves despulles des de Granollers fins a Santa Maria del Mar, a Barcelona.
Segons Jordi Bilbeny, el seu germà Joan Colom i Bertran seria Cristòfor Colom, tesi rebutjada pel Centre d'Estudis Colombins, ja que Joan Colom hauria mort el 1484 segons un document que així ho certifica, però no descarten que fos algun altre familiar.